# ملصقة
في هواية جمع الطوابع، تُعد الملصقة أو القسيمة أو الكوبون جزءًا من ورقة الطوابع مفصولًا عنها بتثقيب (أو بهامش أبيض ضيق في الطوابع غير المثقوبة). لا تُستخدم هذه الملصقة أو القسيمة في الطوابع البريدية لأنها لا تحمل قيمة اسمية، ولا تشير إلى جهة بريدية أصدرت هذه الطوابع مع الملصقات. لا ينبغي الخلط بين مفهوم الملصق ومصطلح "الحواف" أو هامش ورقة الطوابع.
أحيانًا، تكون الملصقة أيضًا مادة لاصقة تشبه الطوابع، لا قيمة بريدية لها، وغالبًا ما تُستخدم لأغراض ترويجية.

## أمثلة

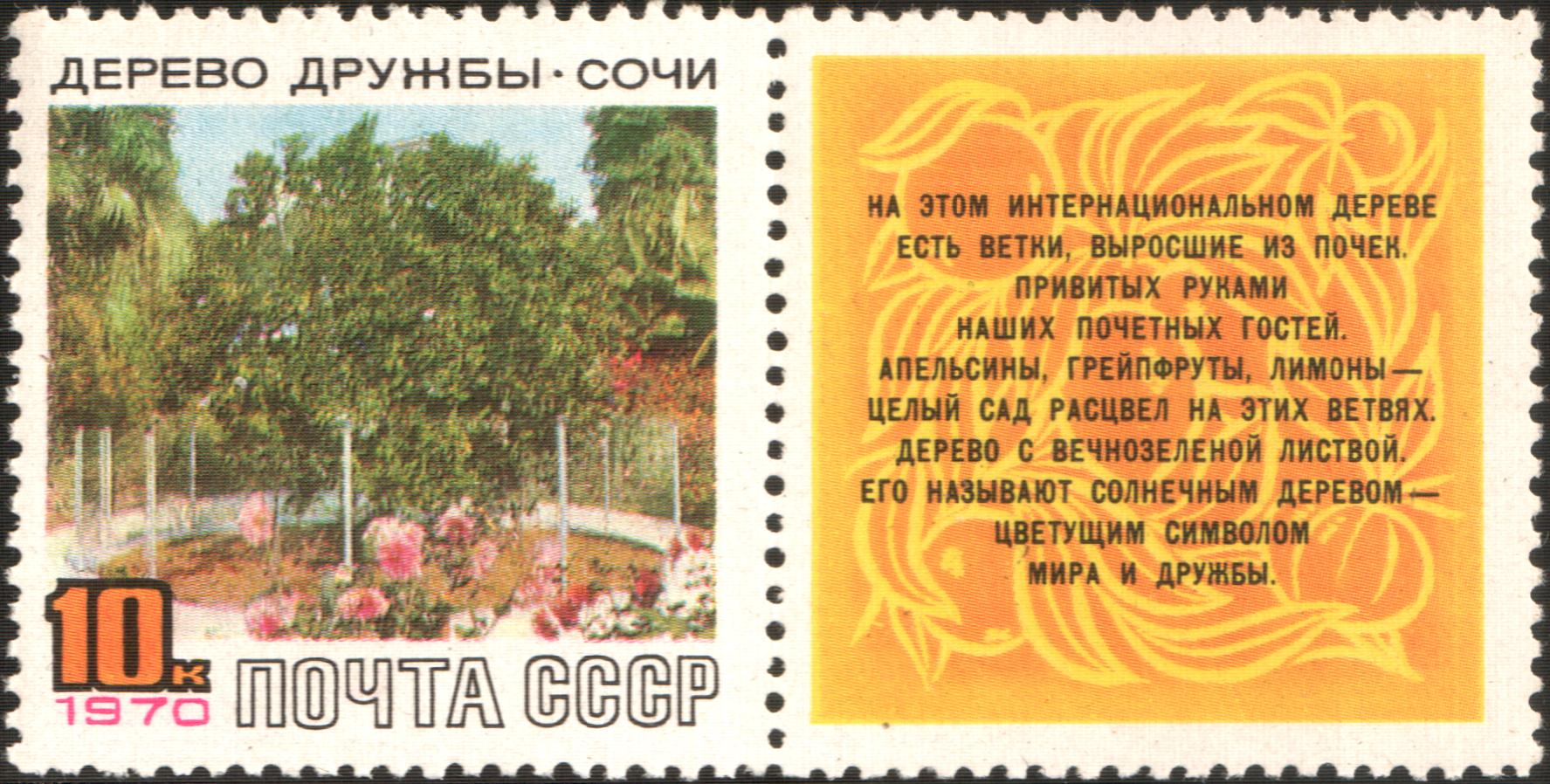
طابع بريدي للاتحاد السوفييتي يحمل ملصقًا مخصصًا لشجرة الصداقة في سوتشي (1970)
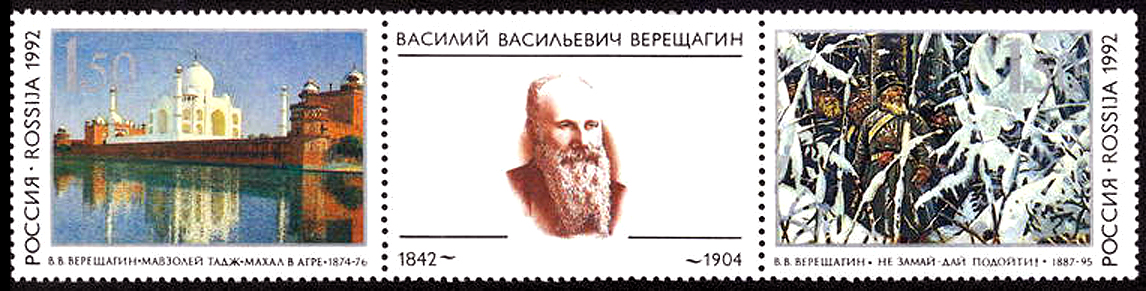
طابعان بريديان من روسيا يحملان ملصقًا وسطيًا مخصصًا للرسام والكاتب الروسي فاسيلي فيريشاجين (1992)
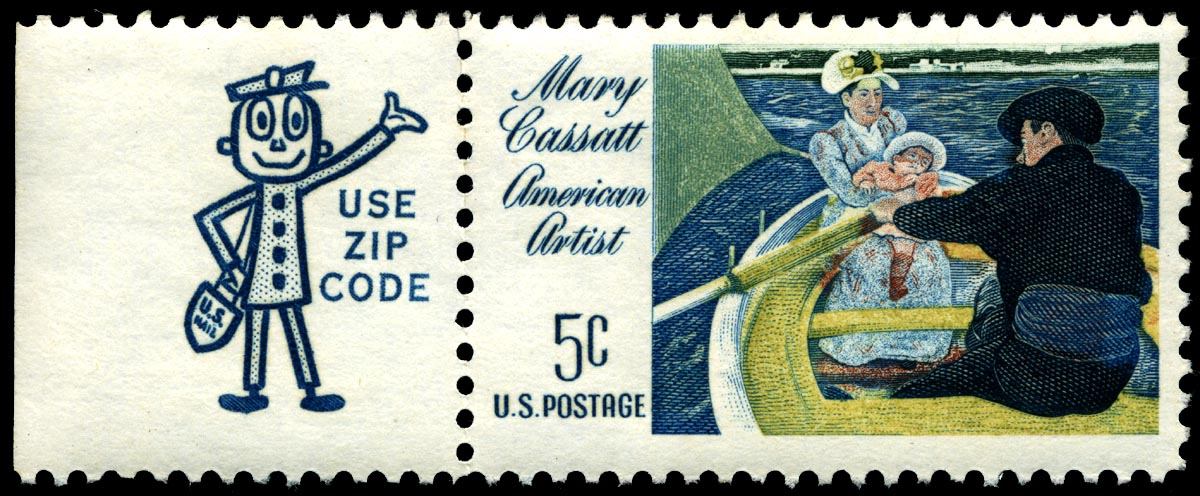
السيد زيب على هامش ورقة الطوابع (ليس ملصقًا!). طابع بريدي أمريكي (1966) يحمل لوحة "حفلة القوارب" بريشة ماري كاسات بين عامي 1893 ,1894.
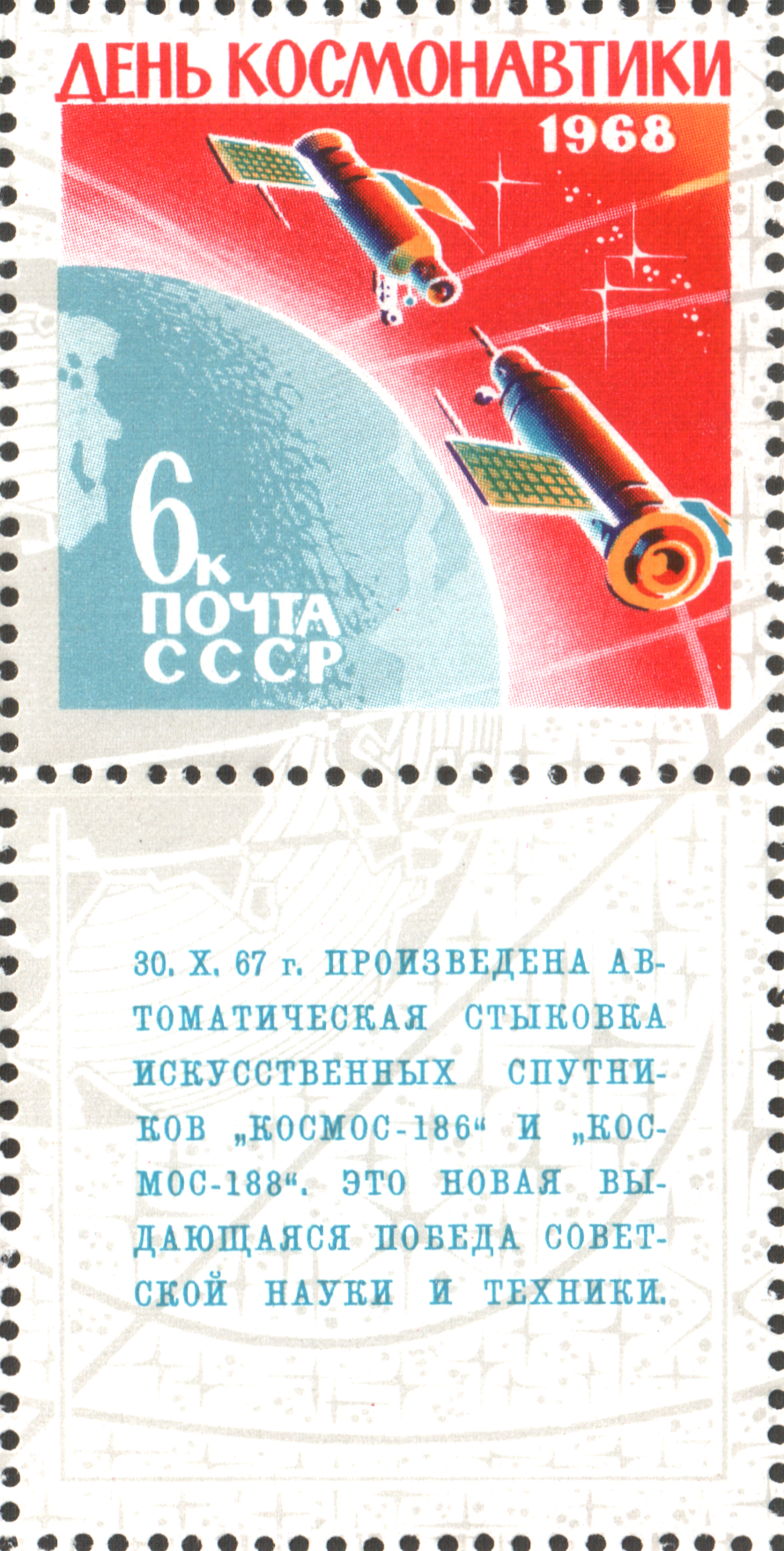
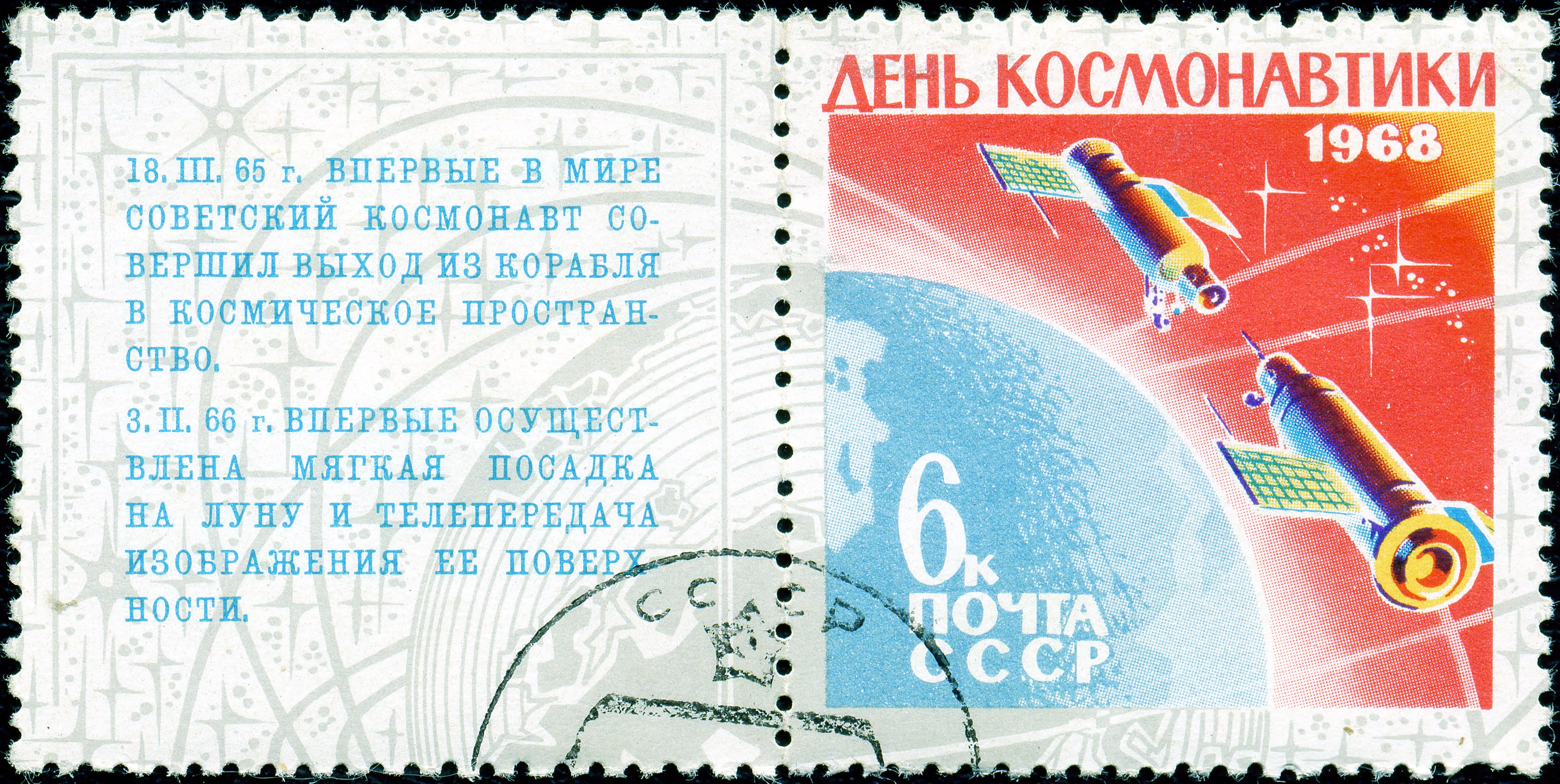
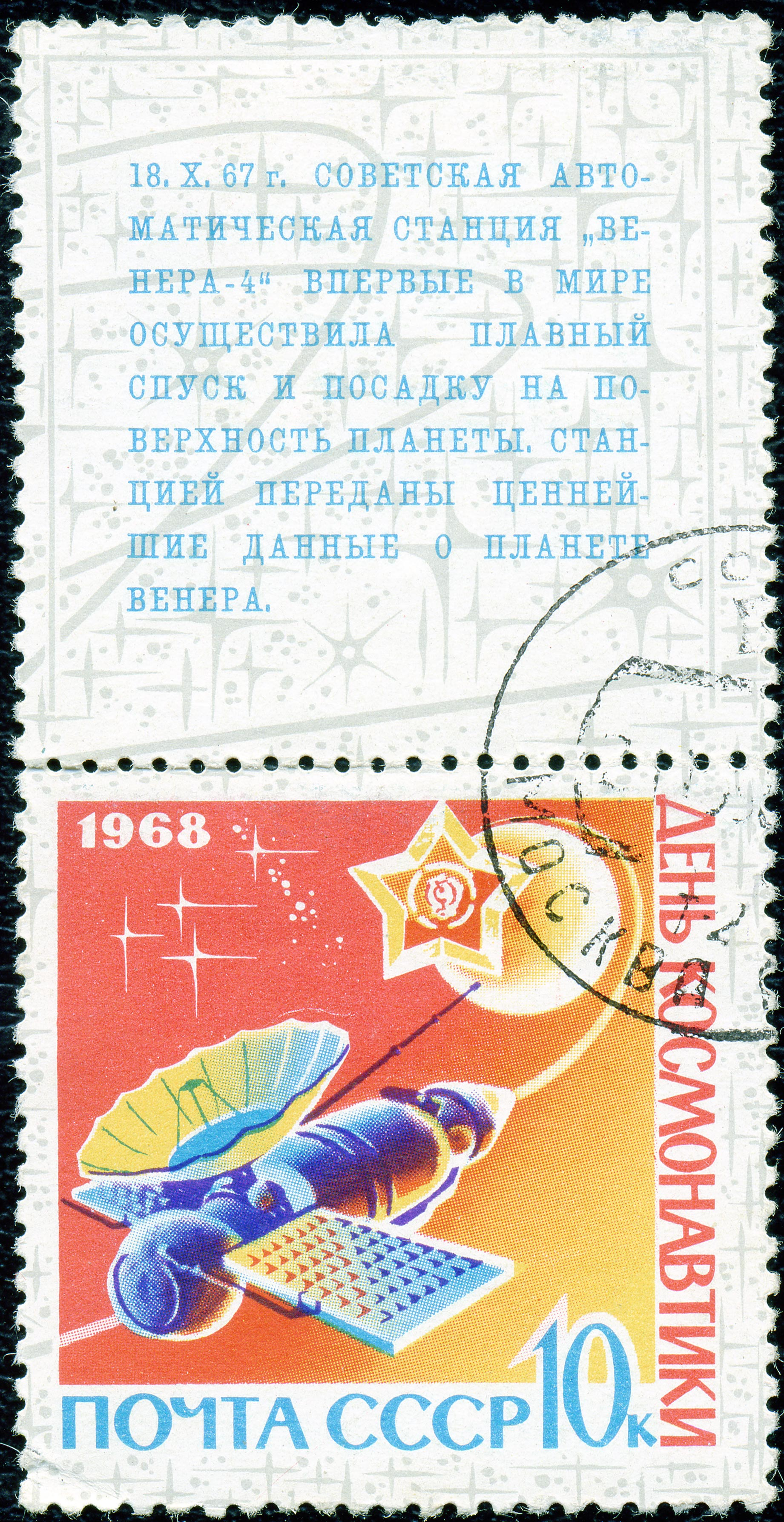
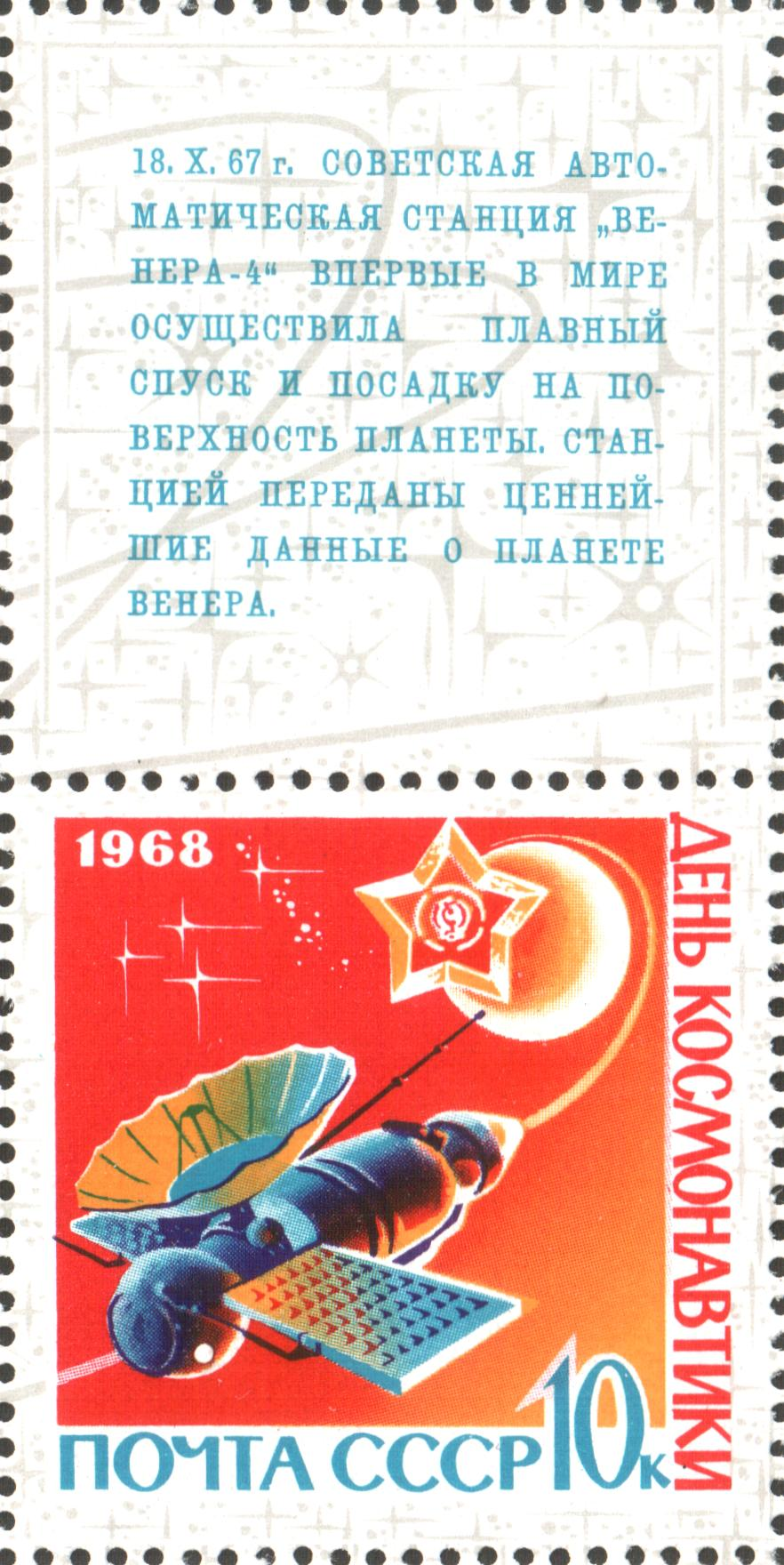
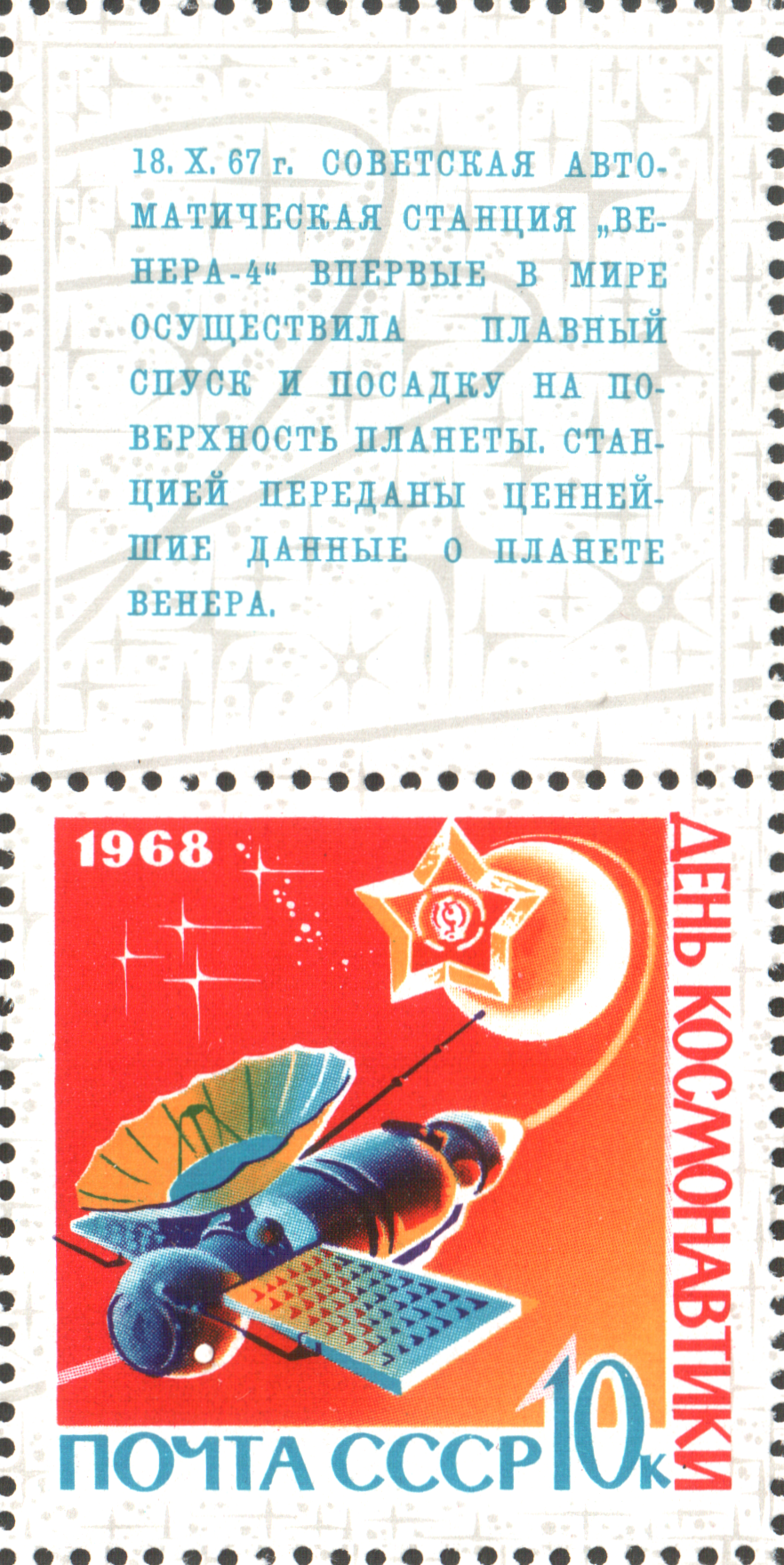
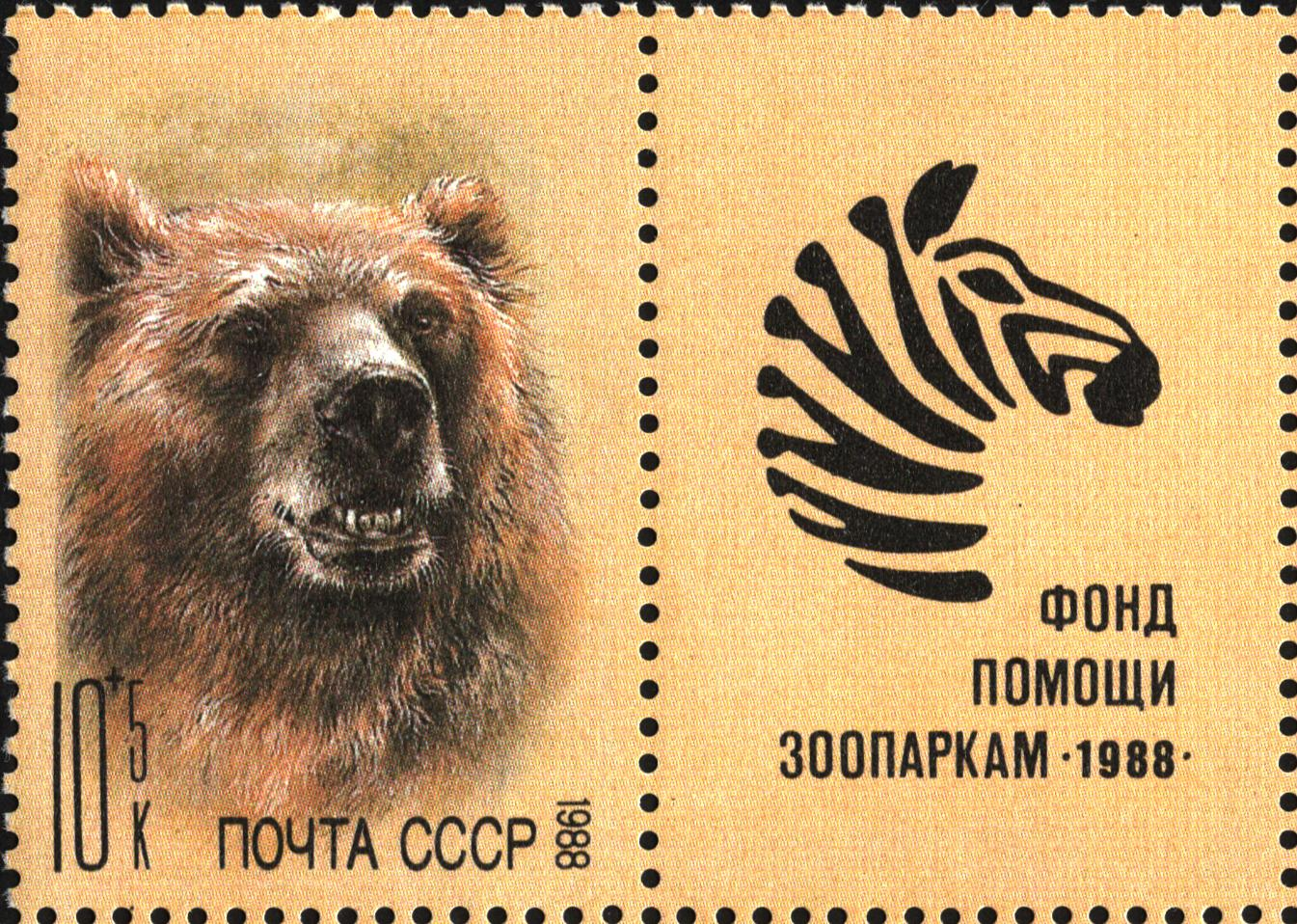
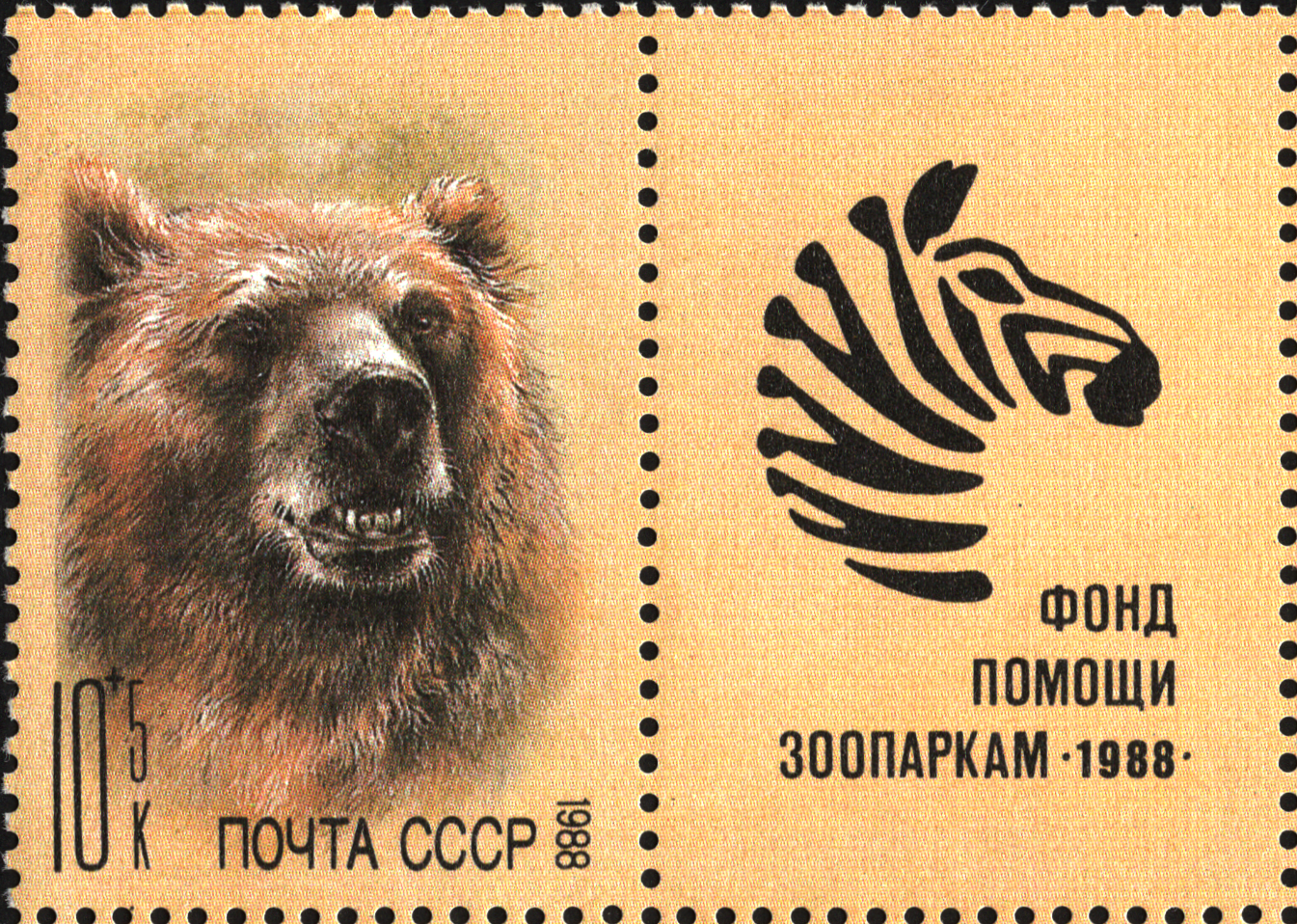
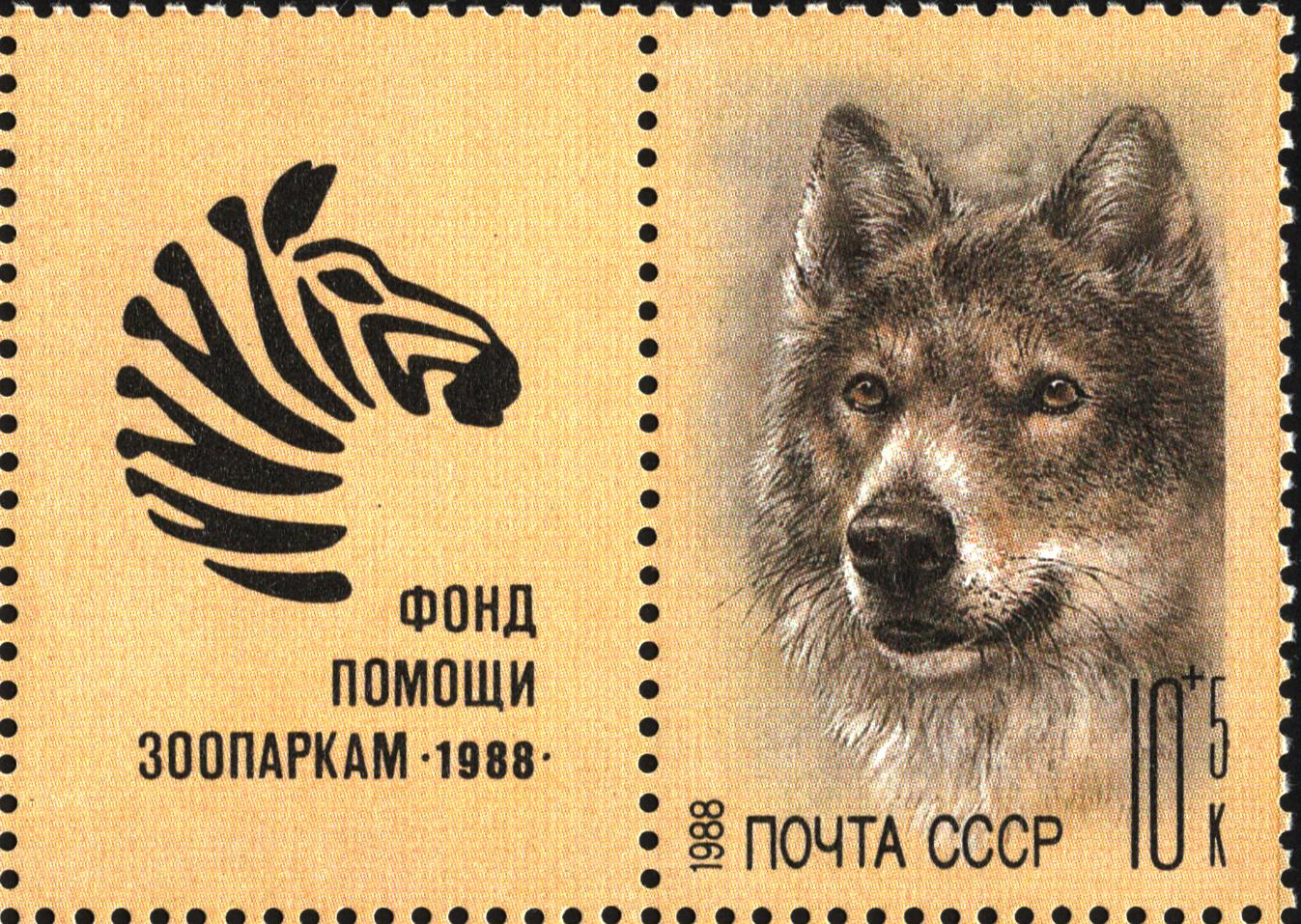
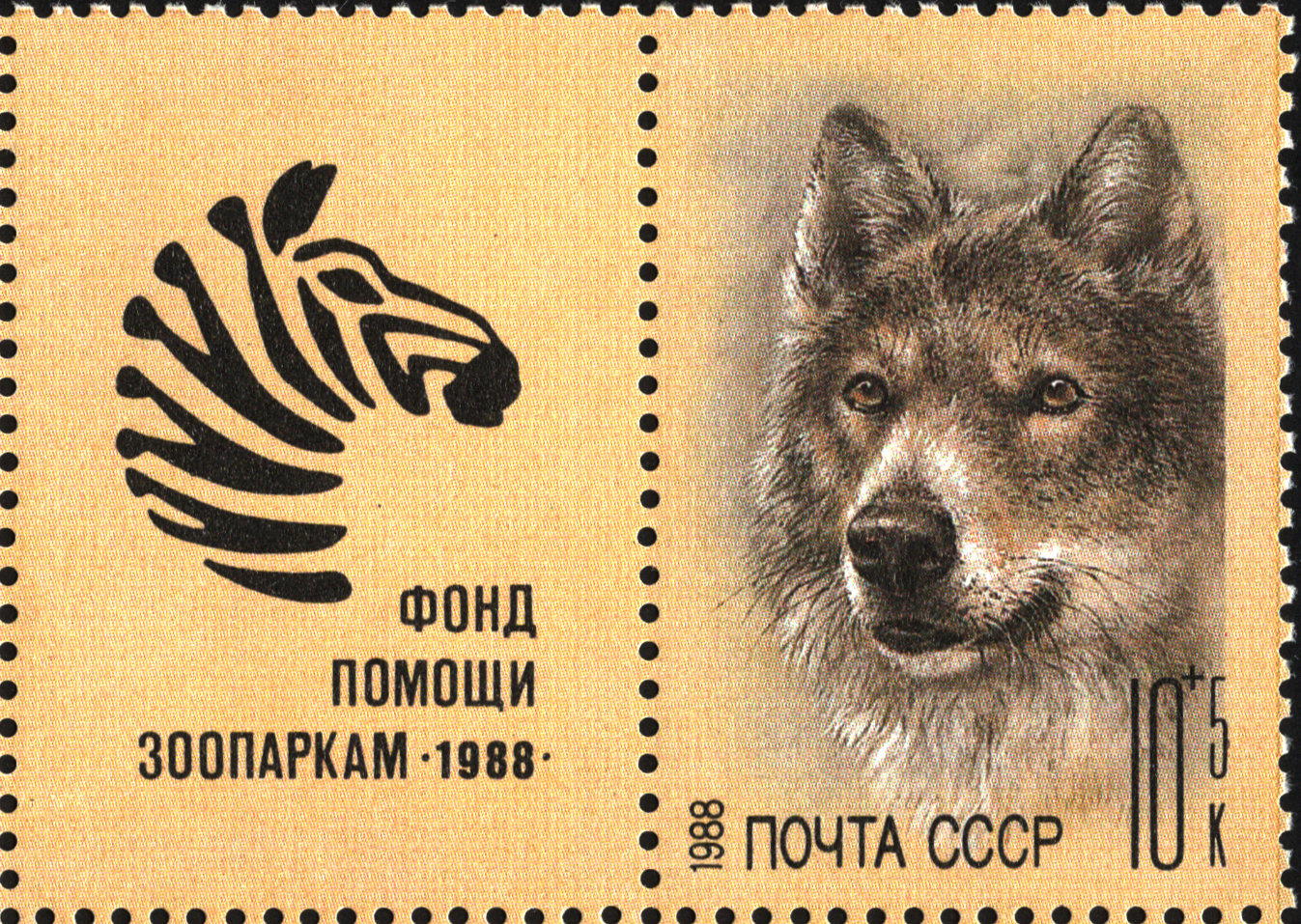
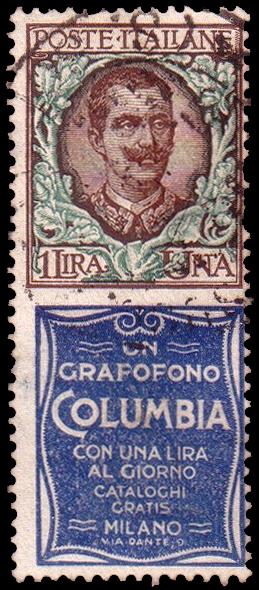
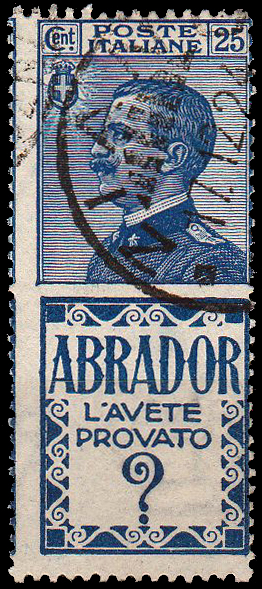
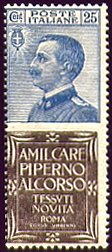
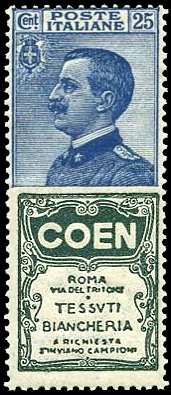
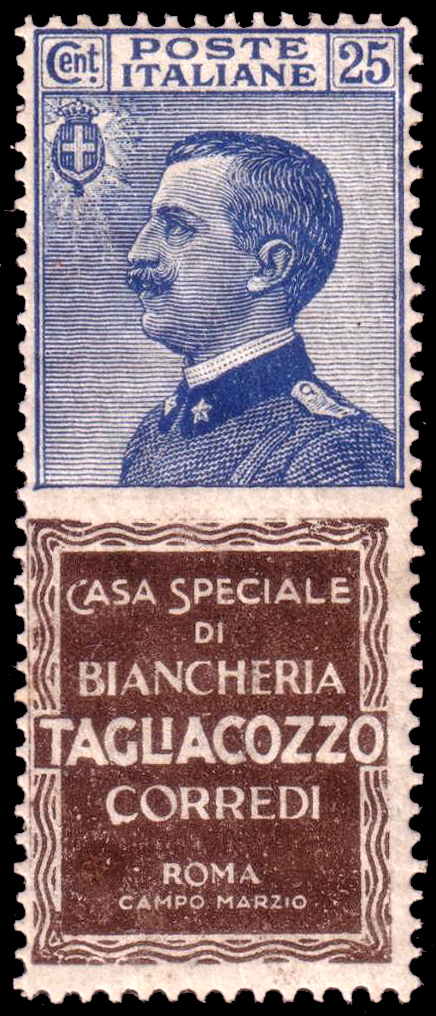
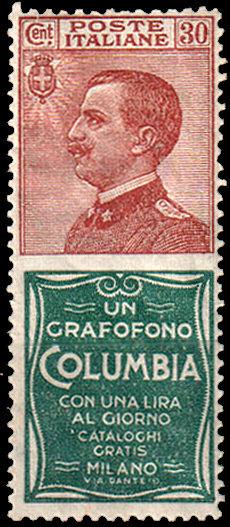
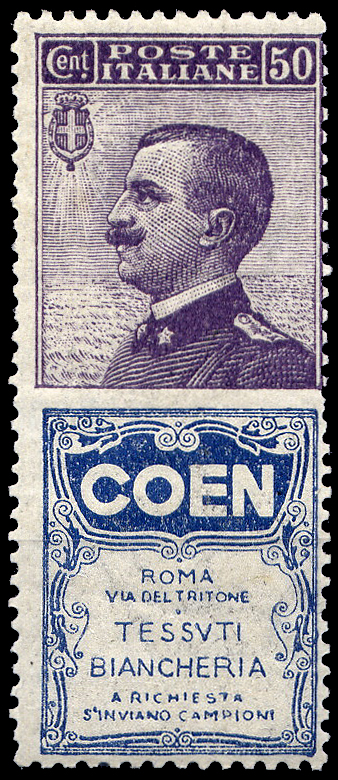
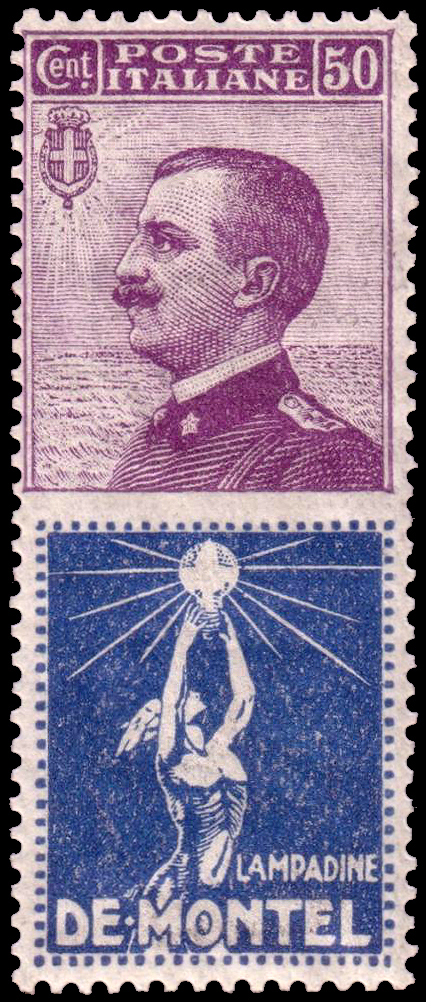
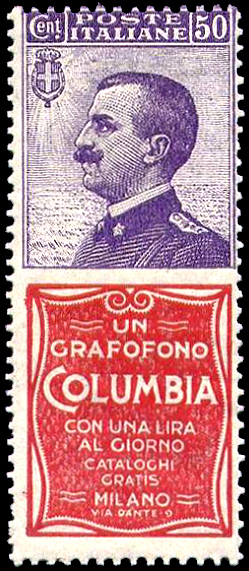
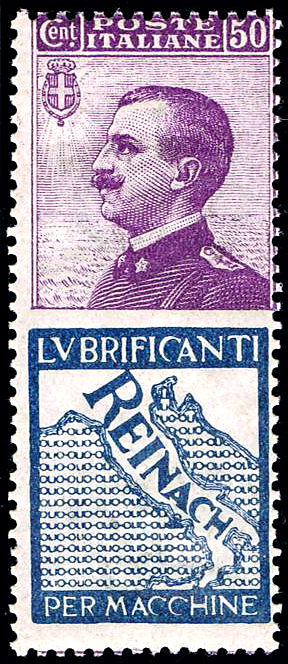
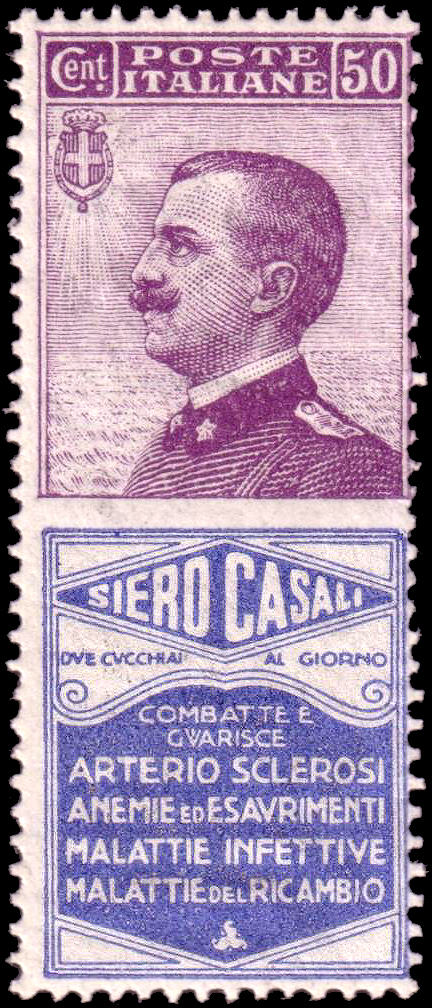
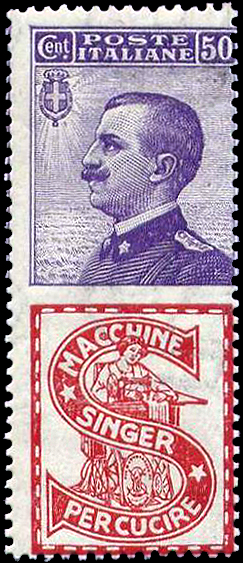
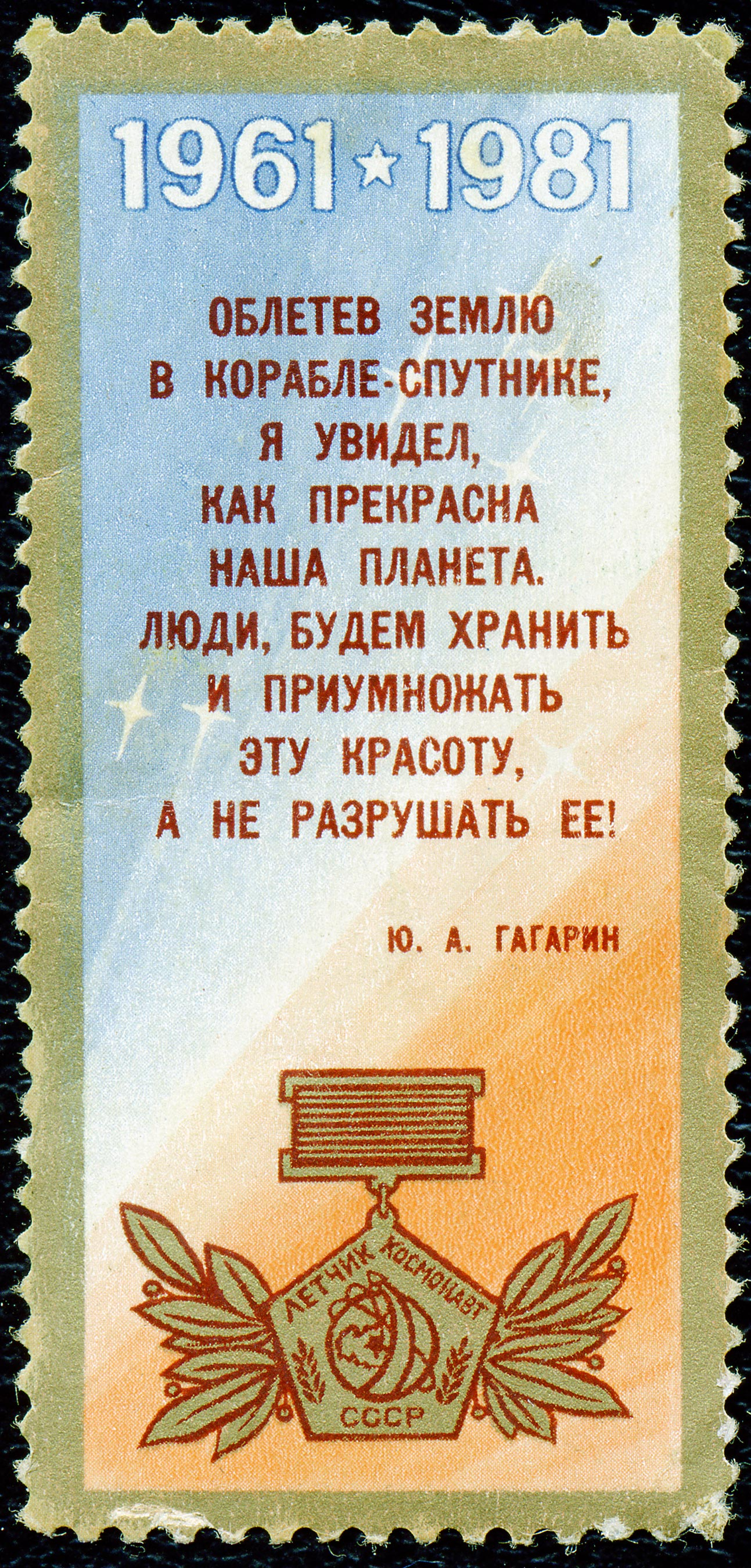
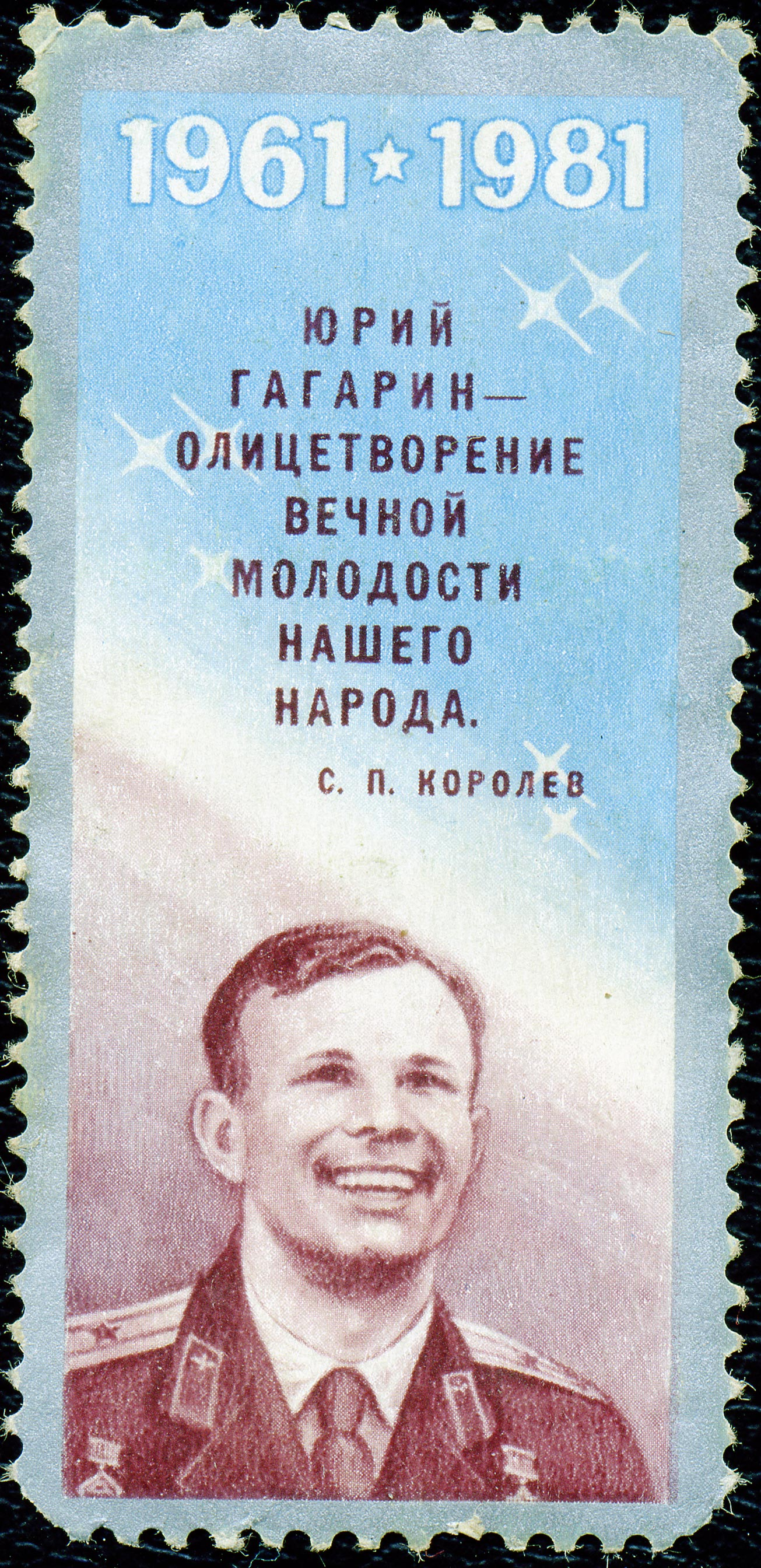
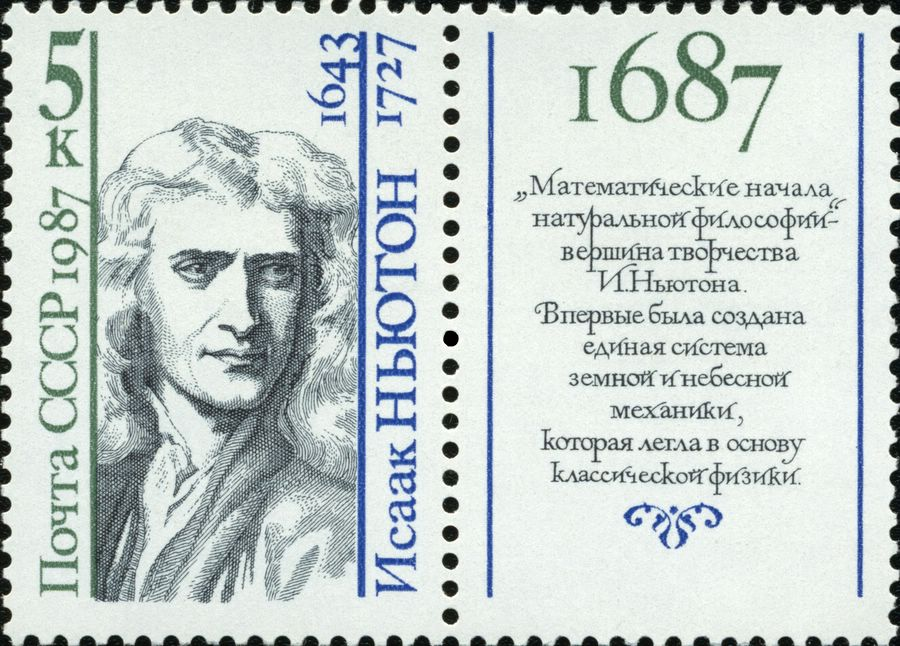
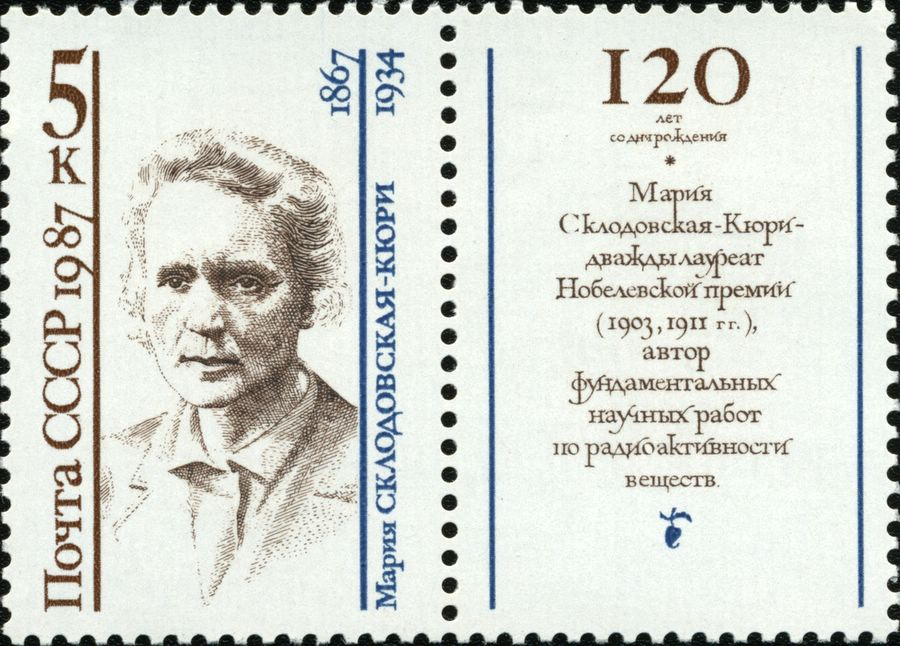
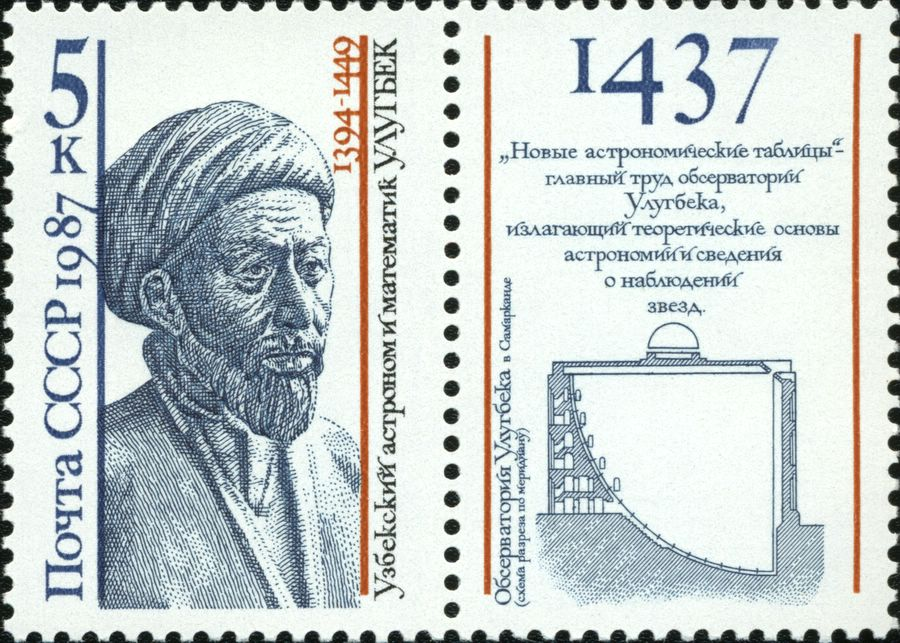
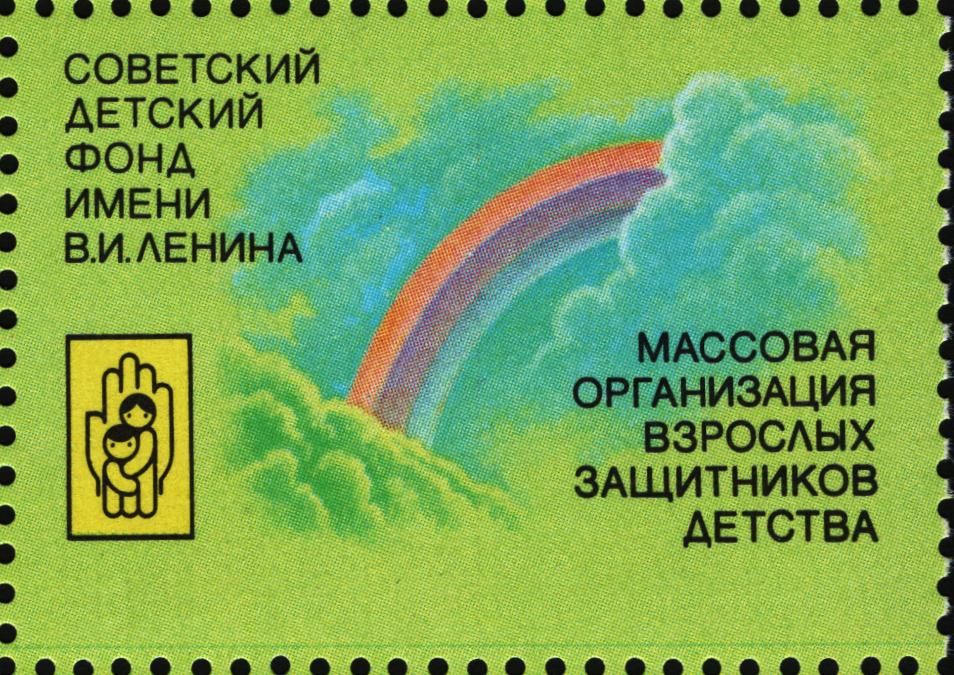
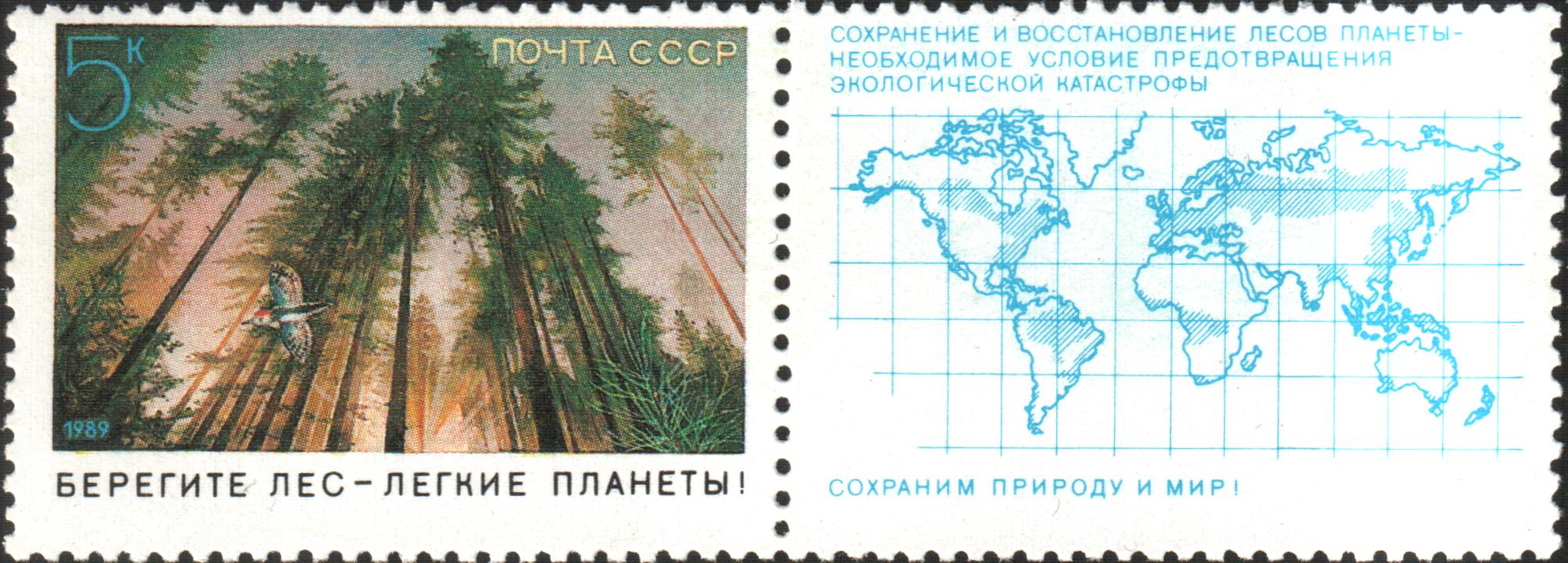
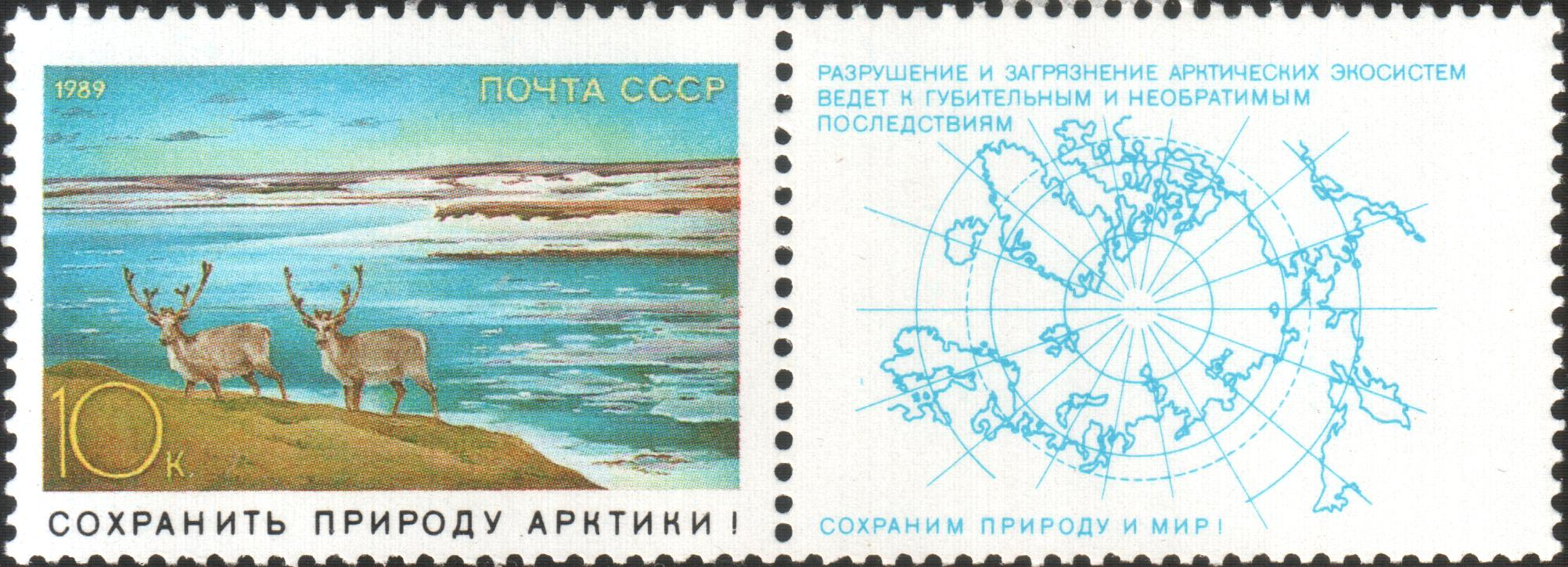
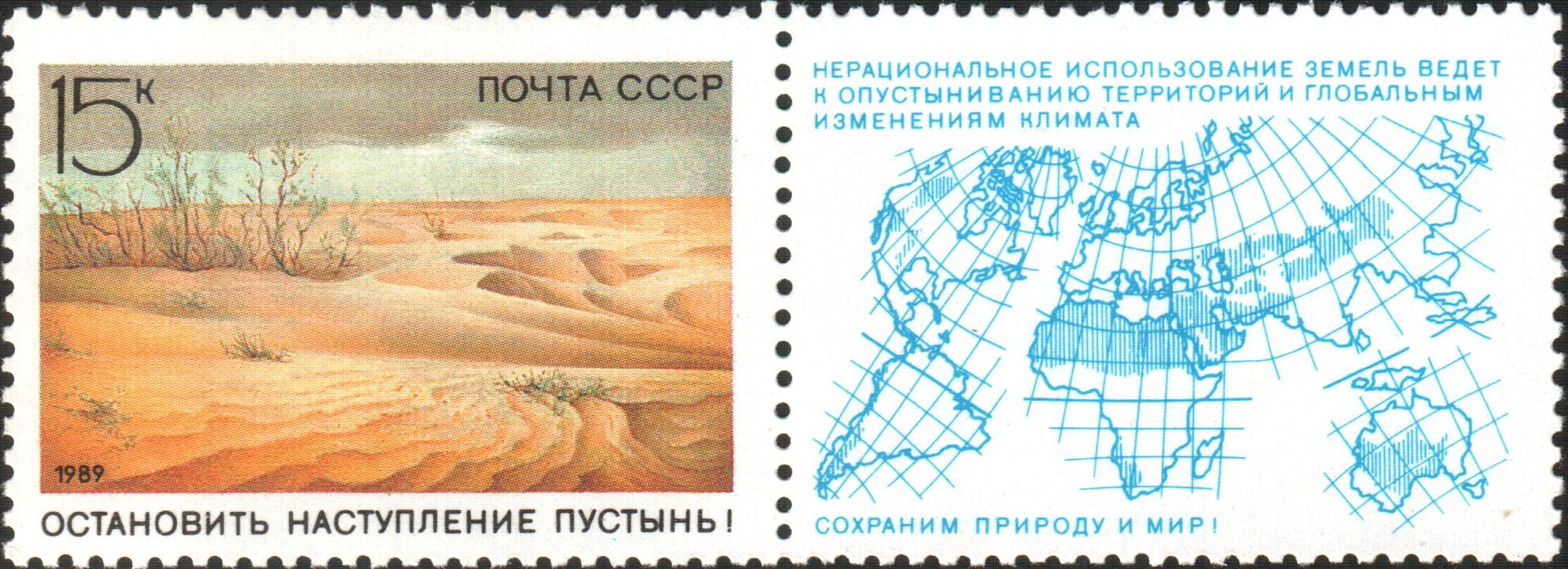
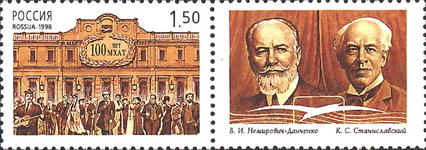